# География Гуама
Гуам находится в западной части Тихого океана, на границе Филиппинского моря. Это самый южный и самый большой остров из архипелага Марианских островов, являющегося самой северной группой островов Микронезии. Ближайшим политическим образованием является Содружество Северных Марианских островов (CNMI), территория США. На севере Гуам имеет морские границы с CNMI, на юге — с Федеративными Штатами Микронезии. Он расположен примерно на четверти пути от Филиппин до Гавайев. Его расположение и размер делают его стратегически важным. Это единственный остров с охраняемой гаванью и несколькими аэропортами между Азией и Гавайями по оси восток-запад и между Папуа-Новой Гвинеей и Японией по оси север-юг.
Остров появился в результате вулканической активности, вызванной субдукцией Тихоокеанской плиты под плиту Филиппинского моря в близлежащем Марианском жёлобе, тянущемся в направлении с востока на юго-запад Гуама. В эоцене, 56 — 33,9 миллионов лет назад, извержениями вулканов была сформирована основа острова. Местность на севере Гуама является результатом покрытия основания слоями кораллового рифа, превращающегося в известняк и, вследствие тектонической активности, выдавливающегося на плато. Изрезанный юг острова является результатом недавней вулканической активности. Кокосовый остров у южной оконечности Гуама — самый большой из множества небольших островков вдоль береговой линии.
Административно Гуам разделен на 19 муниципалитетов, политическая и экономическая деятельность сосредоточена в центральных и северных регионах, но большинство населения проживает на коралловых известняковых плато на севере. Изрезанная география юга в значительной степени ограничивает заселение прибрежных районов. Западное побережье находится с подветренной стороны от пассатов и является местом расположения гавани Апра, столицы Хагатна и туристического центра Тумон. Министерству обороны США принадлежит около 29 % острова, находящегося под управлением «Объединенного региона Марианских островов».

## Геология

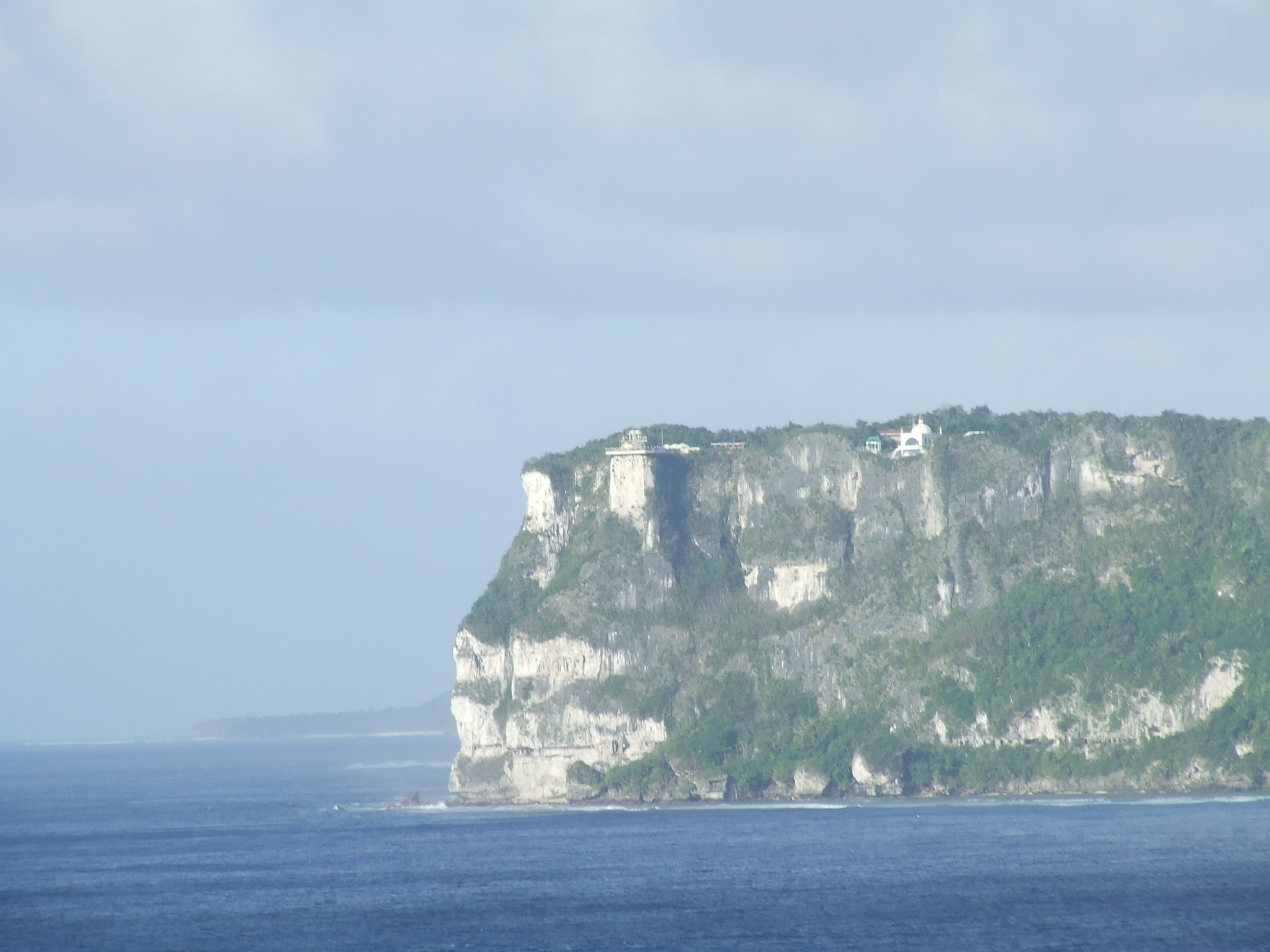
Мыс Двух Влюбленных, национальный природный памятник, представляет собой морскую скалу из кораллового известняка на севере Гуама.

Марианские острова являются вершиной сильно затопленного Восточно-Марианского хребта, являющегося частью дуги Идзу-Бонин-Мариана (ИБМ). Дуга IBM представляет собой сходящуюся границу тектонических плит, где западная часть Тихоокеанской плиты погружается под плиту Филиппинского моря. Гуам расположен на Марианской плите, микроплите между двумя большими плитами. Зона субдукции отмечена Марианской впадиной, самой глубокой впадиной на планете Земля. Три самых глубоких места расположены к югу от Гуама. С востока на запад это:
- Бездна Неро глубиной 9660 м (31 690 футов), которая была самым глубоким известным местом в океане с 1899 по 1927 год
- Sirena Deep, третья по глубине точка 10 714 м (35 151 футов)
- Бездна Челленджера, самая глубокая точка со значениями глубины от 10 902 метра (35 768 фута) до 10 929 метров (35 856 футов).

На Гуаме были зафиксированы три крупных извержения в его истории. Первое извержение, происшедшее в среднем эоцене на юго-западном побережье, стало причиной образования формации Факпи, до сих пор являющейся наибольшей формацией, и заложило основание острова. Второе извержение образовало Алутомскую формацию, которая до сих пор остается самой верхней толщей посреди острова. Хребет Маунт-Алифан — Маунт-Ламлам является остатком кальдеры формации Алутом :7.
Последний вулканический слой, называемый формацией Уматак, образовался в результате третьего и последнего извержения на юге Гуама.
В результате вулканической активности попеременно затоплялись участки острова, на которых располагались коралловые рифы, эти рифы поднимались, превращаясь в известняк.
Остров можно разделить на четыре основных геофизических региона:  возвышающееся и относительно плоское плато из кораллового известняка на севере, которое обеспечивает большую часть питьевой воды; невысокие холмы алутомской свиты в центре; горы формации Уматак на юге; и прибрежные низменности, окружающие большую часть острова.
Большая часть побережья защищена окаймляющим рифом.
Почвы в основном илисто-глинистые или глинистые, могут быть серыми, черными, коричневыми или красновато-коричневыми; кислотность и глубина варьируются.
На Гуаме есть четыре национальных природных памятника, геологические образцы острова: мыс Факпи, мыс Фуха, гора Ламлам и мыс двух влюбленных.

### Землетрясения
На Гуаме иногда происходят землетрясения, эпицентр большинства из них находится вблизи Гуама, магнитуда колеблется от 5,0 до 8,7. В отличие от Анатахана на Северных Марианских островах, Гуам не является вулканически активным, хотя вог (вулканический смог) из Анатахана влияет на него из-за близкого расстояния.

## Стратегическое положение

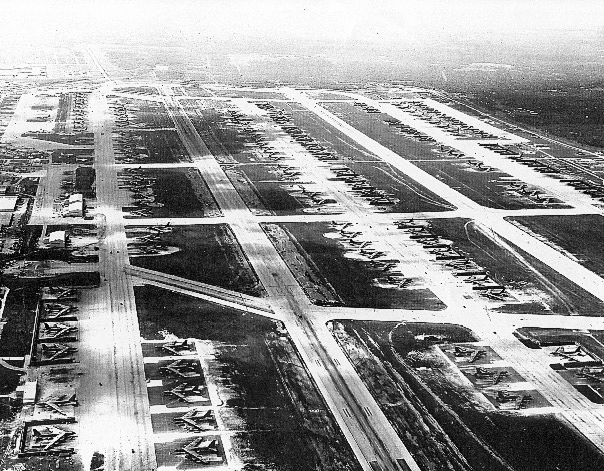
Около 150 бомбардировщиков B-52 на базе ВВС Андерсен во время бомбардировок Северного Вьетнама в 1972 году.

Расстояние от Гуама до Токио на севере около 1500 миль (2400 км), такое же, как и до Манилы на западе, и около 3800 миль (6100 км) до Гонолулу на востоке. Размер Гуама и наличие уникальной естественной безопасной якорной стоянки в гавани Апра определили большую часть его истории.
Гуам был второстепенной, но неотъемлемой частью торговли испанскими галеонами в Маниле, так галеоны из Мексики пополняли запасы на Гуаме перед отправлением в Манилу. Западные ветры, далёкие от Гуама, препятствовали остановке на обратном пути.
В разгар китобойного промысла в Тихом океане гавань Апра была главной остановкой для китобоев.
После захвата Гуама американцами в 1898 году компания Commercial Pacific Cable Company проложила подводный телеграфный кабель через Гуамскую кабельную станцию, впервые связав Соединенные Штаты с Азией. Гуам продолжает оставаться крупным узлом подводного кабеля в западной части Тихого океана.
В 1935 году Pan American Airways сделала Сумай, Гуам, базой для своего China Clipper, первого транстихоокеанского авиагрузового рейса, летевшего из Сан-Франциско в Манилу, прибывшего в Сумай 27 ноября 1935 года и первого пассажирского рейса в 21 октября 1936 года.
Важностью стратегического положения Гуама в войне на Тихом океане были вызваны следующие события:
- Захват Гуама японцами в 1941 году и последующее освобождение Америкой в 1944 году. Военные объекты на Гуаме, в том числе военно-морская база Гуам и база ВВС Андерсен, считаются критически важными передовыми базами в Азиатско-Тихоокеанском регионе
- Выбор Гуама центром поддержки во время Корейской войны (1949—1953)
- Во время войны во Вьетнаме ВВС Андерсена провели бомбардировочные кампании Operation Arc Light (1965—1973) и Operation Linebacker II (1972)
- На Гуаме проводилась операция «Новая жизнь »[англ.] по подготовке к переселению вьетнамских беженцев после падения Сайгона в 1975 году[1].

Гуам является стержнем «Второй цепи островов», впервые описанной США во время Корейской войны, но которая становится все более важным объектом внешней политики Китая. Так, в 2016 году Китай развернул DF-26, свою первую баллистическую ракету средней дальности, названную «Гуамским убийцей» из-за своей способности поразить Гуам.

## География населения

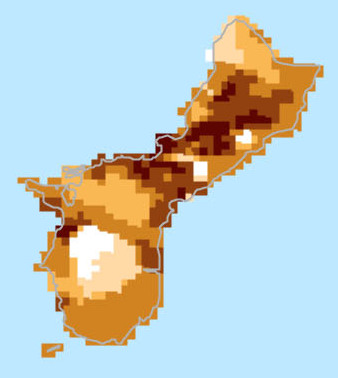
Карта плотности населения Гуама, 2000 г.

В описании Гуама 1668 года сообщалось, что на острове расположено около 180 деревень чамору с общим населением острова от 35 000 до 50 000 человек. Во время испано-чаморроских войн население было перемещено в семь городов испанцами, следующими стратегии селификации, называемой reducción с созданием системы фермерского хозяйства ланчу :48. Инфекционные заболевания и концентрация населения чамору в 1689 году привело к сокращению населения до ~ 10 000 человек.
На карте Гуама начала 1700-х годов отмечено около 40 деревень, в основном вдоль береговой линии. В конце концов испанцы опустошили все северные и центральные деревни Гуама, кроме Хагатны. Население Гуама и всех Северных Марианских островов, кроме Роты, было переселено в Хагатну и пять южных деревень: Агат, Инараджан, Меризо, Паго (которого больше не существует) и Уматак.
В 1901 году, после захвата Гуама американцами, численность населения равнялась 9 676 человек, большинство людей проживало в Хагатне и Сумае в гавани Апра.
В 1930 году население увеличилось до 18 509 человек, проживающих в восьми муниципалитетах (утверждены военно-морским губернатором в 1920-х годах): Хагатна, Агат, Асан, Инараджан, Меризо, Пити, Сумай и Йона.
В 1939 году число муниципалитетов увеличилось до 15.
В 1941 году опустошение в результате повторного захвата Гуама США и последующее массовое наращивание военных объектов в конце войны на Тихом океане изменили поселения на острове. Два муниципалитета, Мачанао на севере и Сумай в гавани Апра, которая сейчас является частью военно-морской базы Гуама, полностью исчезли, их место заняли военные базы. Военное правительство запретило переселение и восстановление Хагатны, в которой проживала почти половина довоенного населения. Бывшие жители Хагатны рассеялись, в основном, по своим ланчу (ранчо). Деревня Дедедо была снесена американцами для создания базы ВВС Хармон.
В 1962—1963 годах большие разрушения вызвали тайфуны Карен и Олив. Полученная федеральная помощь спровоцировала строительный бум, который привел к появлению первых крупных жилых кварталов. В соседнем муниципалитете Йиго на северо-востоке острова также наблюдался резкий рост населения. В 1940 году в этом районе проживало около 40 семей, и к началу 21 века это была вторая по численности населения деревня Гуама после Дедедо.

## Климат

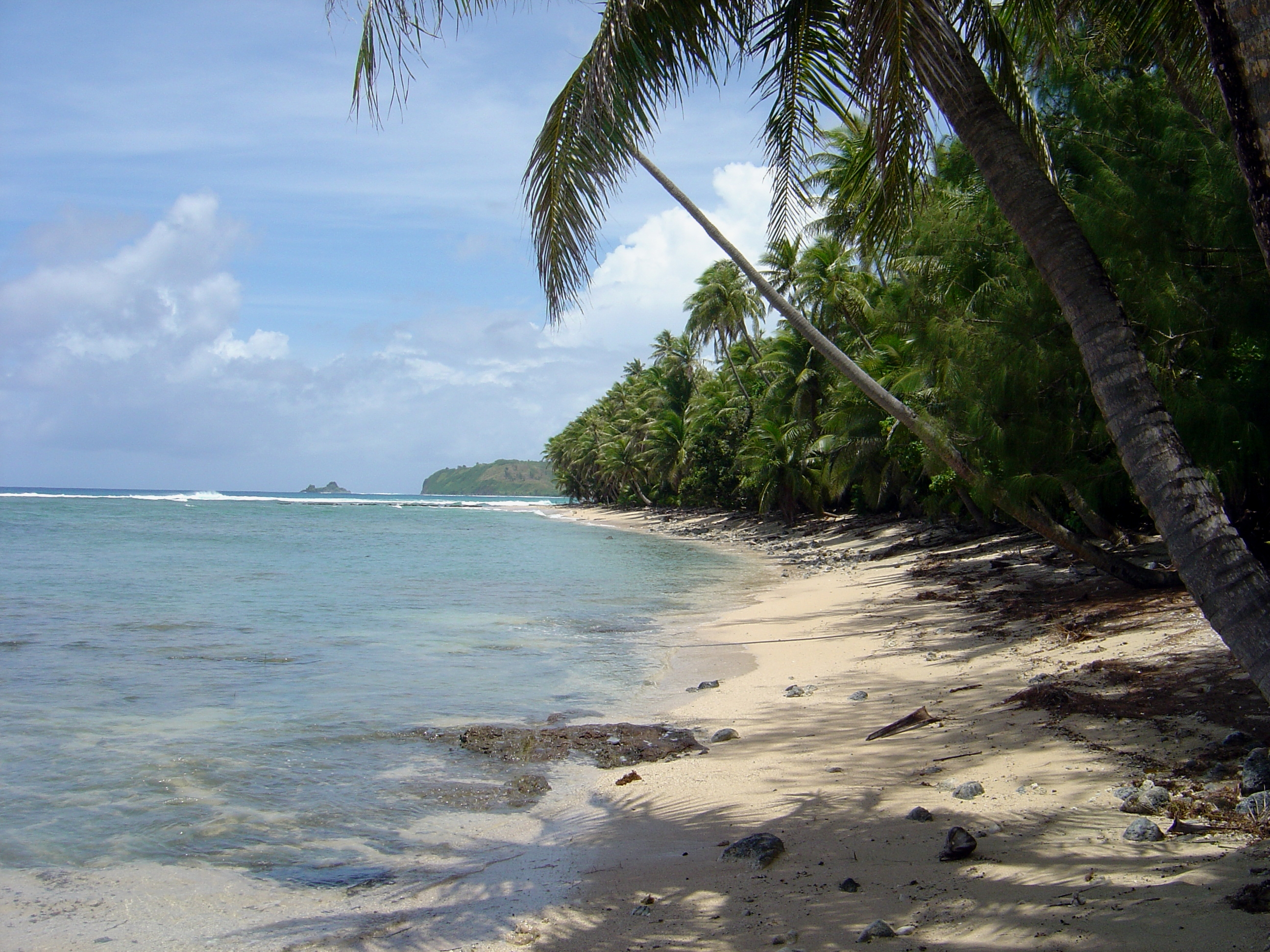
Береговая линия пляжа в джунглях на Гуаме

Гуам имеет тропический морской климат, обычно теплый и влажный, но смягчаемый северо- восточными пассатами. Сухой сезон длится с января по июнь, а сезон дождей — с июля по декабрь. Перепад температур небольшой. В сезон дождей часты шквалы. Тайфуны относительно редки, случаются обычно в сезон дождей и потенциально очень разрушительны. Во время тайфуна Понгсона в 2002 году порывы ветра над Гуамом достигали 290 км/ч (183 миль/час) и вызвали широкомасштабные разрушения, смертей удалось избежать из-за строгих строительных стандартов. Тайфун Понгсона был самым разрушительным тайфуном на Гуаме со времен тайфуна Пака в 1997 году.

## Флора и фауна

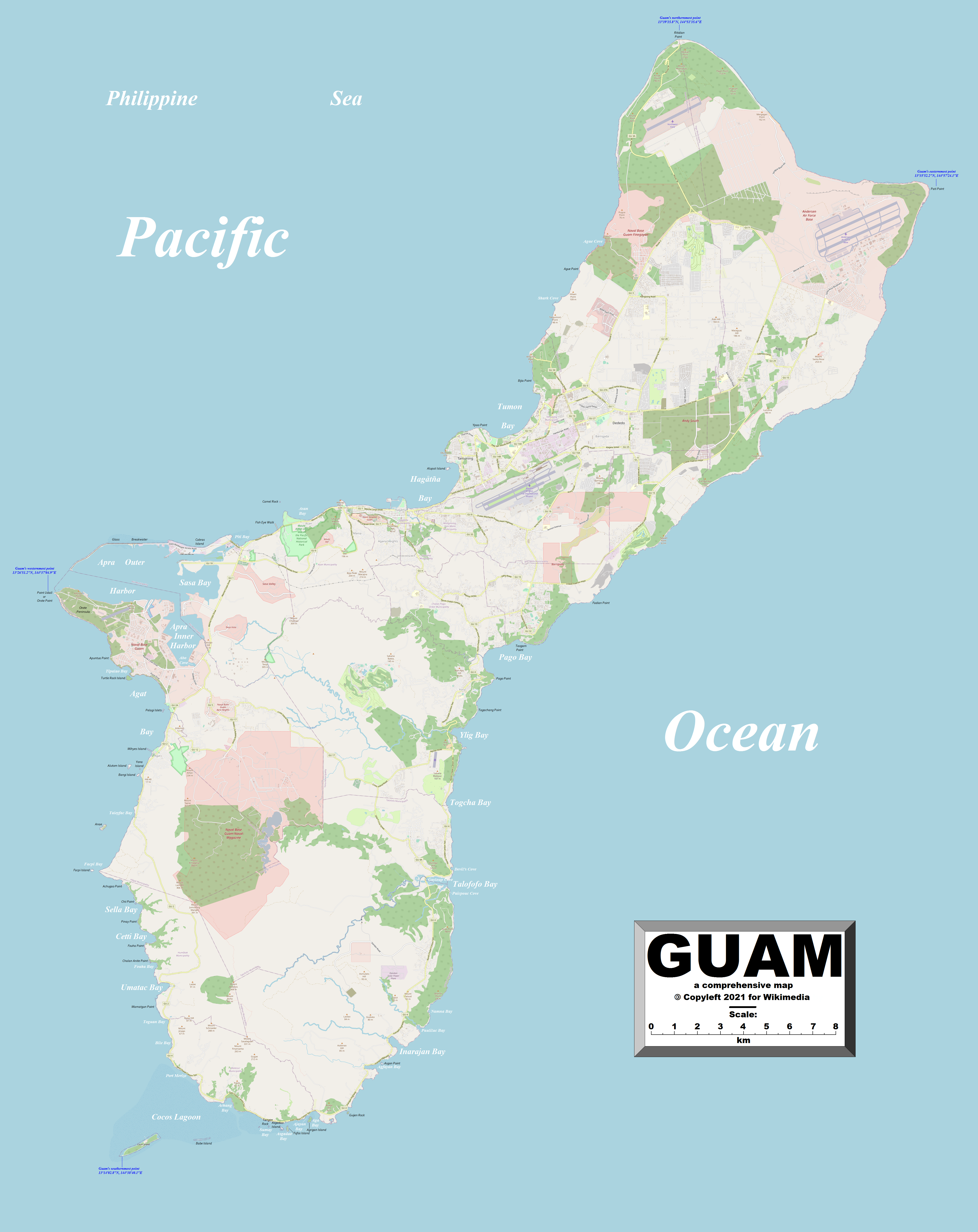
Увеличенная подробная карта Гуама

Резкий рост численности коричневой древесной змеи (Boiga correctis), экзотического вида, привел к локальному исчезновению местной популяции птиц, таких как гуамский пастушок и гуамский зимородок. На острове поддерживаются дикие популяции интродуцированных филиппинских оленей (Rusa marianna), свиней (Sus scrofa) и карабао (Bubalus bubalis carabanesis).
По оценке 2012 года, 16,67 % земельной площади использовалось под многолетние культуры, в то время как только 1,85 % считались пахотными землями, пригодными для вспашки, посадки и сбора урожая.
Экономика базируется вокруг моря, включая в себя:
- коммерческий промысел (обслуживание и разгрузка ярусоловов и торговых судов)
- любительский промысел индо-тихоокеанского голубого марлина (Makaira mazara), ваху (Acanthocybium solandri), махи-махи (Coryphaena hippurus), желтоперого тунца (Thunnus albacares) и глубоководных рифовых рыб
- Туризм из Японии, Китая и Южной Кореи, обусловленный привлекательным тропическим климатом и удобствами.

## Крайние точки

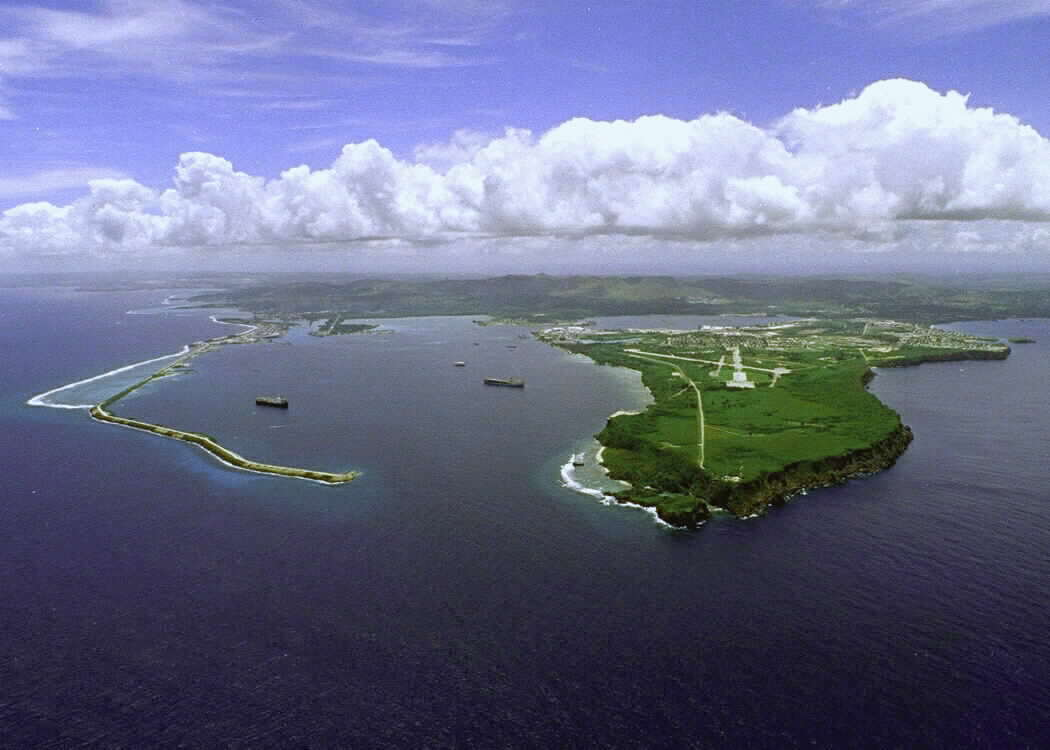
Вход в гавань Апра с мысом Удалл, самой западной точкой, справа.

Три самые высокие точки Гуама — гора Ламлам высотой 406 метров (1332 футов), гора Джумуллонг Мангло высотой 391 метр (1283 фут) и гора Боланос, высотой 368 метров (1207 футов).
Гора Ламлам иногда считается самой высокой горой в мире, если измерять от дна океана, её высота 37 820 футов (11 530 м). Измерения проводились от базы в Challenger Deep на расстоянии 304 км (189 миль) от горы. Даже измерения от Sirena Deep, с расстояния 145 километров (90 миль), делают гору Ламлам выше, чем Мауна-Кеа, 10 203 м (33 474 фута), обычно упоминаемой как самая высокая гора если считать от дна океана.
Крайние точки материковой части Гуама:
- север — мыс Ритидиан,
- восток — мыс Пати
- юг — мыс Ага
- запад — мыс Удалл

Остров Кокос, расположенный у южного побережья материковой части Гуама, является самой южной точкой территории США. Пойнт-Удалл, ранее называвшийся Ороте-Пойнт, является саомой западной точкой США, если считать от географического центра Соединенных Штатов.